# 셔반 피너런
셔반 마거릿 피너런(영어: Siobhan Margaret Finneran, 1966년 1월 2일 ~ )은 잉글랜드의 배우이다.

## 영화
- 어패스터시
- 얼굴도둑
- 보이 A
- 하트비트
- 캐주얼티